# Ein Brief an Momo
Ein Brief an Momo (japanisch ももへの手紙 Momo e no Tegami) ist ein japanisches Anime-Filmdrama, das 2011 erschien und von Production I.G produziert wurde. Drehbuchautor und Regisseur war Hiroyuki Okiura, der Film hatte seine Premiere am 10. September 2011 auf dem Toronto International Film Festival und wurde am 21. April 2012 in Japan veröffentlicht.

## Handlung
Nach dem Tod ihres Vaters Kazuo reisen Momo Miyaura und ihre Mutter Ikuko von Tokyo zur Seto-Inlandsee. Momo trägt den unvollendeten Brief ihres Vaters mit sich, der nur die Worte Momo e (An Momo) enthält. Die beiden kommen auf ihrem Hof in Shiojima (汐島) an und treffen ihre alten Verwandten Sachio und Sae Sadahama, wie auch Koichi, einen Postboten und alten Freund von Ikuko, die damals in ihn verliebt war. Momo ist am Boden zerstört und vermisst Tokyo.
Auf dem Dachboden öffnet sie ein seltenes Bilderbuch über Goblins und Yōkai, gesammelt von Sachios Vater. Danach fallen 3 Tropfen vom Himmel auf Ikukos Anwesen und verwandeln sich in die Yōkai Kawa, Mame und Iwa, den Anführer. Während Ikuko in der Pflegeschule ist, liest Momo Bücher und beginnt komische Geräusche im Haus zu hören. Sie wird von den Yōkai aus dem Haus gejagt und begegnet dem Jungen Yota. Ahnungslos, weil sie die Geräusche nicht hören, betreten Ikuko und Yota das Haus.
Am nächsten Morgen trifft Momo Yota und lernt seine Schwester Umi kennen. Die drei treffen sich mit Freunden und gehen bei einer Brücke schwimmen, aber Momo traut sich nicht von der Brücke ins Wasser zu springen und rennt bei einem Gewitter zu einem Unterstand. Iwa, Mame und Kawa zeigen sich daraufhin, und dass sie Obst von der gesamten Insel gestohlen haben.
Vor Angst rennt Momo zurück zum Hof und entdeckt, dass der Garten durchwühlt wurde. Danach erzählt Sachio Momo, dass die Yōkai früher Götter waren, aber als Strafe für das Brechen der göttlichen Gesetze verwandelt wurden. Später versucht Momo die Yōkai am Stehlen zu hindern, dabei zerbricht Kawa Ikukos Spiegel. Daraufhin bricht ein Streit zwischen Momo und Ikuko aus und Momo rennt weg.
Während Ikuko nach Momo sucht, erleidet sie einen schweren Asthmaanfall. Während Momo den Asthmaanfall ihrer Mutter mitbekommt, bemerkt sie ihren Fehler und fragt die Yōkai, ob sie ihr bei der Suche nach einem Arzt auf der Insel helfen können. Die Yōkai lehnen ab und Momo geht allein auf die Suche.
Koichi und Yota gehen ihr nach, dann erzählt sie von dem Streit mit Kazuo vor seinem Tod und fragt Koichi um Hilfe, einen Arzt zu finden. Währenddessen realisieren die Yōkai, dass es ihnen möglich ist, der Bestrafung zu entkommen, und sie helfen Momo und Koichi über die neue und noch nicht eröffnete Brücke zu kommen, wo die beiden einen Arzt finden.
Am nächsten Morgen schreibt Momo einen Brief an ihren Vater und bedankt sich bei ihm während sich Ikuko erholt. Die Yōkai haben ihre Mission, Momo zu beschützen, erfüllt und verwandeln sich wieder in Wassertropfen und verschwinden gen Himmel.
In dieser Nacht, während des tōrō nagashi, erholen sich die beiden und realisieren, dass Kazuo wahrscheinlich schreiben wollte, dass er stolz auf Momo war. Später beginnt sie ihr neues Leben mit Yota, indem sie mit ihm von der Brücke springt.

## Entstehung & Veröffentlichung
| Figur         | Japanischer Sprecher | Deutscher Sprecher  |
| ------------- | -------------------- | ------------------- |
| Momo Miyaura  | Karen Miyama         | Friedel Morgenstern |
| Ikuko Miyaura | Yūka                 | Melanie Hinze       |
| Kazuo Miyaura | Daizaburō Arakawa    | Jaron Löwenberg     |

Distributor Kadokawa Pictures kündigte den Film in seinem Lineup für 2011 und 2012 am 15. Februar 2011 an. Weitere Details, wie der Regisseur, Hiroyuki Okiura, über den Film wurden am 11. Juli 2011 veröffentlicht. Zwischen seinen frühen Werk, Jin-Roh von 2000, und dem Film liegen 11 Jahre, er brauchte 7 Jahre um das Skript zu entwickeln und die Storyboards zu schreiben.
Ein Brief an Momo wurde international auf dem Toronto International Film Festival 2011 vorgestellt. Später wurde angekündigt, dass er auf dem 16 Busan International Film Festival gezeigt werden soll.
Zusätzlich wurde er auf dem 27. Warsaw International Film Festival gezeigt. Damit war er der erste Anime auf dem Warschauer Film Festival. Des Weiteren stand er im Wettbewerb um den „Halekulani Golden Orchid Award“ auf dem 31. Hawaii International Film Festival. Die US-Premiere fand auf dem New York International Children’s Film Festival 2012 statt. Die DVD und Blu-ray wurden am 21. Oktober 2014 veröffentlicht. In Japan lief der Film am 21. April 2012 in über 300 Kinos an und nahm dort über 4 Millionen USD und in Südkorea 1,7 Millionen USD ein.

## Rezeption
Ein Brief an Momo wurde mehrheitlich positiv besprochen. Der Film erhielt 2013 eine Nominierung als Bester Animationsfilm bei den Japanese Academy Awards, musste sich aber Ame & Yuki – Die Wolfskinder geschlagen geben, an dem ebenfalls Hiroshi Ōno als künstlerischer Leiter mitwirkte.

“Sweet, sad, and visually striking, A Letter to Momo is a hand-drawn experience for animation fans to savor.”

„Süß, traurig und visuell eindrucksvoll ist A Letter to Momo ein handgezeichnetes Erlebnis für hungrige Animationsfreunde.“

Mark Schilling schrieb in der The Japan Times, Okiura „händelt den Übergang von leicht zu ernsthaft mit dem Handwerk und der Sicherheit eines echten Geschichtenerzählers, während er seine menschlichen und nichtmenschlichen Figuren erkennbar im Seto-Inlandsee verortet, von den engen Hafenstraßen bis zum herrlich weitschweifenden Ausblick über den höchsten Punkt der Insel“ und lobte die handgezeichnete Animation. Jeannette Catsoulis komplimentierte in der The New York Times ebenfalls den Zeichenstil und fügte hinzu: „Während Momo ihre Ängste überkommt, eine Tragödie abwendet und endlich die Schönheit ihrer Umgebung erkennt, trifft der Film auf sanfteste Weise ins Herz.“

## Belege
1. ↑   Freigabebescheinigung für Ein Brief an Momo. Freiwillige Selbstkontrolle der Filmwirtschaft (PDF; Prüfnummer: 46380(VV)).
2. ↑  "新生"角川映画ラインナップは15作品　「貞子3D」製作も発表. eiga.com, 15. Februar 2011, abgerufen am 20. Mai 2015 (japanisch).
3. 1 2  2012年GW公開｢ももへの手紙｣　主題歌に原由子さんが決定. Anime Anime Japan, 11. Juni 2011, abgerufen am 29. September 2011 (japanisch).
4. 1 2  トロントで好評｢ももへの手紙｣　シッチェス、釜山にも正式出品 | アニメ！アニメ! In: アニメ！アニメ! (animeanime.jp).
5. ↑  2011 Toronto International Film Festival Programming. Toronto International Film Festival, archiviert vom Original (nicht mehr online verfügbar) am 24. September 2011; abgerufen am 29. September 2011.
6. ↑  Laurel Graeber: Kids’ Film Festival: Fear, Astonishment and the Beatles. New York International Children’s Film Festival 2012. In: The New York Times. 2. März 2012, abgerufen am 3. April 2012.
7. ↑  Boston International Children’s Film Festival. Boston International Children’s Film Festival, 2013, abgerufen am 3. April 2012.
8. 1 2  A Letter to Momo – By Country. Box Office Mojo, abgerufen am 16. Mai 2015.
9. ↑  ももへの手紙 on eiga.com. eiga.com, abgerufen am 17. November 2011 (japanisch).
10. ↑  海外でも絶賛の『ももへの手紙』は全国300館規模の公開に！劇場オリジナルアニメーションとしては異例の公開館数! In: シネマトゥデイ. (cinematoday.jp).
11. 1 2 3  Ein Brief an Momo. In: Rotten Tomatoes. Fandango, abgerufen am 27. Dezember 2024 (englisch, aggregiert aus 30 Kritiken).
12. 1 2  Ein Brief an Momo. In: Metacritic. Abgerufen am 27. Dezember 2024 (englisch, aggregiert aus 11 Kritiken).
13. ↑  Mark Schilling: Momo e no Tegami (A Letter to Momo). In: The Japan Times. 12. April 2012, abgerufen am 16. Mai 2015: „manages [the film's] transition from light to serious with the craft and assurance of a true storyteller, while firmly grounding his human and nonhuman characters in their Seto Inland Sea setting, from the narrow portside streets to the gloriously expansive view from the island’s highest point“
14. ↑  Jeannette Catsoulis: A World Teaches and Tugs. In: The New York Times. 22. Juni 2014, abgerufen am 16. Mai 2015: „As Momo conquers her fears, averts a tragedy and finally sees the beauty of her surroundings, the movie grabs your heart with the softest of hands.“